# تپه خشتی گرگ انبان
تپه خشتی گرگ انبان مربوط به سده‌های میانه دوران‌های تاریخی پس از اسلام است و در شهرستان ساوه، بخش مرکز ی، دهستان طراز ناهید، روستای گرگ انبان واقع شده و این اثر در تاریخ ۲۶ اسفند ۱۳۸۶ با شمارهٔ ثبت ۲۲۰۵۳ به‌عنوان یکی از آثار ملی ایران به ثبت رسیده است.